# Raquetebol nos Jogos Pan-Americanos de 2019 - Equipes femininas
A competição de equipes femininas foi um dos eventos do raquetebol nos Jogos Pan-Americanos de 2019, em Lima. Foi disputada no cluster da Villa Deportiva Regional del Callao de 7 a 10 de agosto. O México conquistou o tricampeonato pan-americano por equipes femininas do Raquetebol nos Jogos Pan-Americanos.

## Calendário
Horário local (UTC-5).
| Data         | Horário | Fase             |
| ------------ | ------- | ---------------- |
| 7 de agosto  | 17:30   | Primeira fase    |
| 8 de agosto  | 10:00   | Quartas-de-final |
| 9 de agosto  | 10:00   | Semifinal        |
| 10 de agosto | 11:00   | Final            |

### Eliminatórias
| Oitavas de final | Oitavas de final           | Oitavas de final | Oitavas de final | Oitavas de final |  |  | Quartas de final | Quartas de final     | Quartas de final | Quartas de final | Quartas de final |  |  | Semifinal | Semifinal            | Semifinal | Semifinal | Semifinal |  |  | Final | Final           | Final | Final | Final |
|                  |                            |                  |                  |                  |  |  |                  |                      |                  |                  |                  |  |  |           |                      |           |           |           |  |  |       |                 |       |       |       |
|                  |                            |                  |                  |                  |  |  |                  |                      |                  |                  |                  |  |  |           |                      |           |           |           |  |  |       |                 |       |       |       |
|                  |                            |                  |                  |                  |  |  |                  | México (MEX)         | 2                | 2                |                  |  |  |           |                      |           |           |           |  |  |       |                 |       |       |       |
|                  | Chile (CHI)                | 0                | 0                |                  |  |  |                  | Equador (ECU)        | 0                | 0                |                  |  |  |           |                      |           |           |           |  |  |       |                 |       |       |       |
|                  | Equador (ECU)              | 2                | 2                |                  |  |  |                  |                      |                  |                  |                  |  |  |           | México (MEX)         | 2         | 2         |           |  |  |       |                 |       |       |       |
|                  |                            |                  |                  |                  |  |  |                  |                      |                  |                  |                  |  |  |           | Estados Unidos (USA) | 0         | 0         |           |  |  |       |                 |       |       |       |
|                  |                            |                  |                  |                  |  |  |                  | Colômbia (COL)       | 0                | 0                |                  |  |  |           |                      |           |           |           |  |  |       |                 |       |       |       |
|                  |                            |                  |                  |                  |  |  |                  | Estados Unidos (USA) | 2                | 2                |                  |  |  |           |                      |           |           |           |  |  |       |                 |       |       |       |
|                  |                            |                  |                  |                  |  |  |                  |                      |                  |                  |                  |  |  |           |                      |           |           |           |  |  |       | México (MEX)    | 2     | 2     |       |
|                  |                            |                  |                  |                  |  |  |                  |                      |                  |                  |                  |  |  |           |                      |           |           |           |  |  |       | Argentina (ARG) | 0     | 0     |       |
|                  |                            |                  |                  |                  |  |  |                  | Guatemala (GUA)      | 0                | 0                |                  |  |  |           |                      |           |           |           |  |  |       |                 |       |       |       |
|                  | Cuba (CUB)                 | 0                | 0                |                  |  |  |                  | Bolívia (BOL)        | 2                | 2                |                  |  |  |           |                      |           |           |           |  |  |       |                 |       |       |       |
|                  | Bolívia (BOL)              | 2                | 2                |                  |  |  |                  |                      |                  |                  |                  |  |  |           | Bolívia (BOL)        | 0         | 1         |           |  |  |       |                 |       |       |       |
|                  | Canadá (CAN)               | 2                | 0                | 2                |  |  |                  |                      |                  |                  |                  |  |  |           | Argentina (ARG)      | 2         | 2         |           |  |  |       |                 |       |       |       |
|                  | República Dominicana (DOM) | 1                | 2                | 0                |  |  |                  | Canadá (CAN)         | 0                | 0                |                  |  |  |           |                      |           |           |           |  |  |       |                 |       |       |       |
|                  |                            |                  |                  |                  |  |  |                  | Argentina (ARG)      | 2                | 2                |                  |  |  |           |                      |           |           |           |  |  |       |                 |       |       |       |
|                  |                            |                  |                  |                  |  |  |                  |                      |                  |                  |                  |  |  |           |                      |           |           |           |  |  |       |                 |       |       |       |

## Classificação final
| Posição           | Nação                      | Atleta                                         |
| ----------------- | -------------------------- | ---------------------------------------------- |
| Medalha de ouro   | México (MEX)               | Paola Longoria Montserrat Mejia Samantha Salas |
| Medalha de prata  | Argentina (ARG)            | Natalia Mendez Maria Jose Vargas               |
| Medalha de bronze | Estados Unidos (USA)       | Kelani Lawrence Rhonda Rajsich                 |
| Medalha de bronze | Bolívia (BOL)              | Angelica Barrios Valeria Centellas Jenny Daza  |
| 5                 | Equador (ECU)              | María Jose Muñoz María Paz Muñoz               |
| 5                 | Canadá (CAN)               | Frédérique Lambert Jennifer Saunders           |
| 5                 | Colômbia (COL)             | Cristina Amaya Adriana Riveros                 |
| 5                 | Guatemala (GUA)            | Gabriela Martínez Maria Rodriguez              |
| 9                 | Chile (CHI)                | Carla Muñoz Josefa Parada                      |
| 9                 | Cuba (CUB)                 | Loraine Felipe Maria Regla Viera               |
| 9                 | República Dominicana (DOM) | Merynanyelly Delgado Alejandra Jimenez         |